# Gérald Kilota
Gérald Valentin Kilota (Saint-Denis, 2 gennaio 1994) è un calciatore francese, difensore dell'Al-Quwa Al-Jawiya.

## Carriera
Prodotto delle giovanili del Caen, gioca per due stagioni con la seconda squadra, prima di trasferirsi al Clermont Foot, dove a causa del poco spazio in rosa (solo 6 presenze in seconda divisione), viene sempre schierato con la seconda squadra. Nell'estate del 2016 va a giocare al Seraing, con il quale ottiene la promozione dalla terza divisione alla massima serie belga.

## Statistiche

### Presenze e reti nei club
Statistiche aggiornate al 4 febbraio 2022.
| Stagione               | Squadra                | Campionato             | Campionato | Campionato | Coppe nazionali | Coppe nazionali | Coppe nazionali | Coppe continentali | Coppe continentali | Coppe continentali | Altre coppe | Altre coppe | Altre coppe | Totale | Totale |
| Stagione               | Squadra                | Comp                   | Pres       | Reti       | Comp            | Pres            | Reti            | Comp               | Pres               | Reti               | Comp        | Pres        | Reti        | Pres   | Reti   |
| ---------------------- | ---------------------- | ---------------------- | ---------- | ---------- | --------------- | --------------- | --------------- | ------------------ | ------------------ | ------------------ | ----------- | ----------- | ----------- | ------ | ------ |
| 2011-2012              | Caen 2                 | CFA                    | 2          | 0          |                 | -               | -               |                    | -                  | -                  |             | -           | -           | 2      | 0      |
| 2012-2013              | Caen 2                 | CFA                    | 18         | 0          |                 | -               | -               |                    | -                  | -                  |             | -           | -           | 18     | 0      |
| Totale Caen 2          | Totale Caen 2          | Totale Caen 2          | 20         | 0          |                 | -               | -               |                    | -                  | -                  |             | -           | -           | 20     | 0      |
| 2013-2014              | Clermont Foot          | L2                     | 6          | 0          | CF+CdL          | 0               | 0               |                    | -                  | -                  |             | -           | -           | 6      | 0      |
| 2014-2015              | Clermont Foot          | L2                     | 0          | 0          | CF+CdL          | 0               | 0               |                    | -                  | -                  |             | -           | -           | 0      | 0      |
| 2015-2016              | Clermont Foot          | L2                     | 0          | 0          | CF+CdL          | 0               | 0               |                    | -                  | -                  |             | -           | -           | 0      | 0      |
| Totale Clermont Foot   | Totale Clermont Foot   | Totale Clermont Foot   | 6          | 0          |                 | 0               | 0               |                    | -                  | -                  |             | -           | -           | 6      | 0      |
| 2013-2014              | Clermont Foot 2        | CFA2                   | 11         | 0          |                 | -               | -               |                    | -                  | -                  |             | -           | -           | 11     | 0      |
| 2014-2015              | Clermont Foot 2        | CFA2                   | 16         | 0          |                 | -               | -               |                    | -                  | -                  |             | -           | -           | 16     | 0      |
| 2015-2016              | Clermont Foot 2        | CFA2                   | 17         | 1          |                 | -               | -               |                    | -                  | -                  |             | -           | -           | 17     | 1      |
| Totale Clermont Foot 2 | Totale Clermont Foot 2 | Totale Clermont Foot 2 | 44         | 1          |                 | -               | -               |                    | -                  | -                  |             | -           | -           | 44     | 1      |
| 2016-2017              | Seraing                | D3                     | 28         | 1          | CB              | 0               | 0               |                    | -                  | -                  |             | -           | -           | 28     | 1      |
| 2017-2018              | Seraing                | D3                     | 25         | 0          | CB              | 0               | 0               |                    | -                  | -                  |             | -           | -           | 25     | 0      |
| 2018-2019              | Seraing                | D3                     | 24         | 1          | CB              | 0               | 0               |                    | -                  | -                  |             | -           | -           | 24     | 1      |
| 2019-2020              | Seraing                | D3                     | 21         | 0          | CB              | 2               | 0               |                    | -                  | -                  |             | -           | -           | 23     | 0      |
| 2020-2021              | Seraing                | D2                     | 25         | 2          | CB              | 2               | 0               |                    | -                  | -                  |             | -           | -           | 27     | 2      |
| 2021-2022              | Seraing                | D1                     | 26         | 1          | CB              | 3               | 0               |                    | -                  | -                  |             | -           | -           | 29     | 1      |
| Totale Seraing         | Totale Seraing         | Totale Seraing         | 149        | 5          |                 | 7               | 0               |                    | -                  | -                  |             | -           | -           | 156    | 5      |
| Totale carriera        | Totale carriera        | Totale carriera        | 218        | 6          |                 | 7               | 0               |                    | -                  | -                  |             | -           | -           | 225    | 6      |